# Attaque de minorité
Cet article utilise la notation algébrique pour décrire des coups du jeu d'échecs.
|   | a | b | c | d | e | f | g | h |   |
| 8 | Pion noir sur case noire a7 · Pion noir sur case blanche b7 · Pion noir sur case blanche f7 · Pion noir sur case noire g7 · Pion noir sur case blanche h7 · Pion noir sur case blanche c6 · Pion noir sur case blanche d5 · Pion blanc sur case noire d4 · Pion blanc sur case noire e3 · Pion blanc sur case blanche a2 · Pion blanc sur case noire b2 · Pion blanc sur case noire f2 · Pion blanc sur case blanche g2 · Pion blanc sur case noire h2 | Pion noir sur case noire a7 · Pion noir sur case blanche b7 · Pion noir sur case blanche f7 · Pion noir sur case noire g7 · Pion noir sur case blanche h7 · Pion noir sur case blanche c6 · Pion noir sur case blanche d5 · Pion blanc sur case noire d4 · Pion blanc sur case noire e3 · Pion blanc sur case blanche a2 · Pion blanc sur case noire b2 · Pion blanc sur case noire f2 · Pion blanc sur case blanche g2 · Pion blanc sur case noire h2 | Pion noir sur case noire a7 · Pion noir sur case blanche b7 · Pion noir sur case blanche f7 · Pion noir sur case noire g7 · Pion noir sur case blanche h7 · Pion noir sur case blanche c6 · Pion noir sur case blanche d5 · Pion blanc sur case noire d4 · Pion blanc sur case noire e3 · Pion blanc sur case blanche a2 · Pion blanc sur case noire b2 · Pion blanc sur case noire f2 · Pion blanc sur case blanche g2 · Pion blanc sur case noire h2 | Pion noir sur case noire a7 · Pion noir sur case blanche b7 · Pion noir sur case blanche f7 · Pion noir sur case noire g7 · Pion noir sur case blanche h7 · Pion noir sur case blanche c6 · Pion noir sur case blanche d5 · Pion blanc sur case noire d4 · Pion blanc sur case noire e3 · Pion blanc sur case blanche a2 · Pion blanc sur case noire b2 · Pion blanc sur case noire f2 · Pion blanc sur case blanche g2 · Pion blanc sur case noire h2 | Pion noir sur case noire a7 · Pion noir sur case blanche b7 · Pion noir sur case blanche f7 · Pion noir sur case noire g7 · Pion noir sur case blanche h7 · Pion noir sur case blanche c6 · Pion noir sur case blanche d5 · Pion blanc sur case noire d4 · Pion blanc sur case noire e3 · Pion blanc sur case blanche a2 · Pion blanc sur case noire b2 · Pion blanc sur case noire f2 · Pion blanc sur case blanche g2 · Pion blanc sur case noire h2 | Pion noir sur case noire a7 · Pion noir sur case blanche b7 · Pion noir sur case blanche f7 · Pion noir sur case noire g7 · Pion noir sur case blanche h7 · Pion noir sur case blanche c6 · Pion noir sur case blanche d5 · Pion blanc sur case noire d4 · Pion blanc sur case noire e3 · Pion blanc sur case blanche a2 · Pion blanc sur case noire b2 · Pion blanc sur case noire f2 · Pion blanc sur case blanche g2 · Pion blanc sur case noire h2 | Pion noir sur case noire a7 · Pion noir sur case blanche b7 · Pion noir sur case blanche f7 · Pion noir sur case noire g7 · Pion noir sur case blanche h7 · Pion noir sur case blanche c6 · Pion noir sur case blanche d5 · Pion blanc sur case noire d4 · Pion blanc sur case noire e3 · Pion blanc sur case blanche a2 · Pion blanc sur case noire b2 · Pion blanc sur case noire f2 · Pion blanc sur case blanche g2 · Pion blanc sur case noire h2 | Pion noir sur case noire a7 · Pion noir sur case blanche b7 · Pion noir sur case blanche f7 · Pion noir sur case noire g7 · Pion noir sur case blanche h7 · Pion noir sur case blanche c6 · Pion noir sur case blanche d5 · Pion blanc sur case noire d4 · Pion blanc sur case noire e3 · Pion blanc sur case blanche a2 · Pion blanc sur case noire b2 · Pion blanc sur case noire f2 · Pion blanc sur case blanche g2 · Pion blanc sur case noire h2 | 8 |
| 7 | Pion noir sur case noire a7 · Pion noir sur case blanche b7 · Pion noir sur case blanche f7 · Pion noir sur case noire g7 · Pion noir sur case blanche h7 · Pion noir sur case blanche c6 · Pion noir sur case blanche d5 · Pion blanc sur case noire d4 · Pion blanc sur case noire e3 · Pion blanc sur case blanche a2 · Pion blanc sur case noire b2 · Pion blanc sur case noire f2 · Pion blanc sur case blanche g2 · Pion blanc sur case noire h2 | Pion noir sur case noire a7 · Pion noir sur case blanche b7 · Pion noir sur case blanche f7 · Pion noir sur case noire g7 · Pion noir sur case blanche h7 · Pion noir sur case blanche c6 · Pion noir sur case blanche d5 · Pion blanc sur case noire d4 · Pion blanc sur case noire e3 · Pion blanc sur case blanche a2 · Pion blanc sur case noire b2 · Pion blanc sur case noire f2 · Pion blanc sur case blanche g2 · Pion blanc sur case noire h2 | Pion noir sur case noire a7 · Pion noir sur case blanche b7 · Pion noir sur case blanche f7 · Pion noir sur case noire g7 · Pion noir sur case blanche h7 · Pion noir sur case blanche c6 · Pion noir sur case blanche d5 · Pion blanc sur case noire d4 · Pion blanc sur case noire e3 · Pion blanc sur case blanche a2 · Pion blanc sur case noire b2 · Pion blanc sur case noire f2 · Pion blanc sur case blanche g2 · Pion blanc sur case noire h2 | Pion noir sur case noire a7 · Pion noir sur case blanche b7 · Pion noir sur case blanche f7 · Pion noir sur case noire g7 · Pion noir sur case blanche h7 · Pion noir sur case blanche c6 · Pion noir sur case blanche d5 · Pion blanc sur case noire d4 · Pion blanc sur case noire e3 · Pion blanc sur case blanche a2 · Pion blanc sur case noire b2 · Pion blanc sur case noire f2 · Pion blanc sur case blanche g2 · Pion blanc sur case noire h2 | Pion noir sur case noire a7 · Pion noir sur case blanche b7 · Pion noir sur case blanche f7 · Pion noir sur case noire g7 · Pion noir sur case blanche h7 · Pion noir sur case blanche c6 · Pion noir sur case blanche d5 · Pion blanc sur case noire d4 · Pion blanc sur case noire e3 · Pion blanc sur case blanche a2 · Pion blanc sur case noire b2 · Pion blanc sur case noire f2 · Pion blanc sur case blanche g2 · Pion blanc sur case noire h2 | Pion noir sur case noire a7 · Pion noir sur case blanche b7 · Pion noir sur case blanche f7 · Pion noir sur case noire g7 · Pion noir sur case blanche h7 · Pion noir sur case blanche c6 · Pion noir sur case blanche d5 · Pion blanc sur case noire d4 · Pion blanc sur case noire e3 · Pion blanc sur case blanche a2 · Pion blanc sur case noire b2 · Pion blanc sur case noire f2 · Pion blanc sur case blanche g2 · Pion blanc sur case noire h2 | Pion noir sur case noire a7 · Pion noir sur case blanche b7 · Pion noir sur case blanche f7 · Pion noir sur case noire g7 · Pion noir sur case blanche h7 · Pion noir sur case blanche c6 · Pion noir sur case blanche d5 · Pion blanc sur case noire d4 · Pion blanc sur case noire e3 · Pion blanc sur case blanche a2 · Pion blanc sur case noire b2 · Pion blanc sur case noire f2 · Pion blanc sur case blanche g2 · Pion blanc sur case noire h2 | Pion noir sur case noire a7 · Pion noir sur case blanche b7 · Pion noir sur case blanche f7 · Pion noir sur case noire g7 · Pion noir sur case blanche h7 · Pion noir sur case blanche c6 · Pion noir sur case blanche d5 · Pion blanc sur case noire d4 · Pion blanc sur case noire e3 · Pion blanc sur case blanche a2 · Pion blanc sur case noire b2 · Pion blanc sur case noire f2 · Pion blanc sur case blanche g2 · Pion blanc sur case noire h2 | 7 |
| 6 | Pion noir sur case noire a7 · Pion noir sur case blanche b7 · Pion noir sur case blanche f7 · Pion noir sur case noire g7 · Pion noir sur case blanche h7 · Pion noir sur case blanche c6 · Pion noir sur case blanche d5 · Pion blanc sur case noire d4 · Pion blanc sur case noire e3 · Pion blanc sur case blanche a2 · Pion blanc sur case noire b2 · Pion blanc sur case noire f2 · Pion blanc sur case blanche g2 · Pion blanc sur case noire h2 | Pion noir sur case noire a7 · Pion noir sur case blanche b7 · Pion noir sur case blanche f7 · Pion noir sur case noire g7 · Pion noir sur case blanche h7 · Pion noir sur case blanche c6 · Pion noir sur case blanche d5 · Pion blanc sur case noire d4 · Pion blanc sur case noire e3 · Pion blanc sur case blanche a2 · Pion blanc sur case noire b2 · Pion blanc sur case noire f2 · Pion blanc sur case blanche g2 · Pion blanc sur case noire h2 | Pion noir sur case noire a7 · Pion noir sur case blanche b7 · Pion noir sur case blanche f7 · Pion noir sur case noire g7 · Pion noir sur case blanche h7 · Pion noir sur case blanche c6 · Pion noir sur case blanche d5 · Pion blanc sur case noire d4 · Pion blanc sur case noire e3 · Pion blanc sur case blanche a2 · Pion blanc sur case noire b2 · Pion blanc sur case noire f2 · Pion blanc sur case blanche g2 · Pion blanc sur case noire h2 | Pion noir sur case noire a7 · Pion noir sur case blanche b7 · Pion noir sur case blanche f7 · Pion noir sur case noire g7 · Pion noir sur case blanche h7 · Pion noir sur case blanche c6 · Pion noir sur case blanche d5 · Pion blanc sur case noire d4 · Pion blanc sur case noire e3 · Pion blanc sur case blanche a2 · Pion blanc sur case noire b2 · Pion blanc sur case noire f2 · Pion blanc sur case blanche g2 · Pion blanc sur case noire h2 | Pion noir sur case noire a7 · Pion noir sur case blanche b7 · Pion noir sur case blanche f7 · Pion noir sur case noire g7 · Pion noir sur case blanche h7 · Pion noir sur case blanche c6 · Pion noir sur case blanche d5 · Pion blanc sur case noire d4 · Pion blanc sur case noire e3 · Pion blanc sur case blanche a2 · Pion blanc sur case noire b2 · Pion blanc sur case noire f2 · Pion blanc sur case blanche g2 · Pion blanc sur case noire h2 | Pion noir sur case noire a7 · Pion noir sur case blanche b7 · Pion noir sur case blanche f7 · Pion noir sur case noire g7 · Pion noir sur case blanche h7 · Pion noir sur case blanche c6 · Pion noir sur case blanche d5 · Pion blanc sur case noire d4 · Pion blanc sur case noire e3 · Pion blanc sur case blanche a2 · Pion blanc sur case noire b2 · Pion blanc sur case noire f2 · Pion blanc sur case blanche g2 · Pion blanc sur case noire h2 | Pion noir sur case noire a7 · Pion noir sur case blanche b7 · Pion noir sur case blanche f7 · Pion noir sur case noire g7 · Pion noir sur case blanche h7 · Pion noir sur case blanche c6 · Pion noir sur case blanche d5 · Pion blanc sur case noire d4 · Pion blanc sur case noire e3 · Pion blanc sur case blanche a2 · Pion blanc sur case noire b2 · Pion blanc sur case noire f2 · Pion blanc sur case blanche g2 · Pion blanc sur case noire h2 | Pion noir sur case noire a7 · Pion noir sur case blanche b7 · Pion noir sur case blanche f7 · Pion noir sur case noire g7 · Pion noir sur case blanche h7 · Pion noir sur case blanche c6 · Pion noir sur case blanche d5 · Pion blanc sur case noire d4 · Pion blanc sur case noire e3 · Pion blanc sur case blanche a2 · Pion blanc sur case noire b2 · Pion blanc sur case noire f2 · Pion blanc sur case blanche g2 · Pion blanc sur case noire h2 | 6 |
| 5 | Pion noir sur case noire a7 · Pion noir sur case blanche b7 · Pion noir sur case blanche f7 · Pion noir sur case noire g7 · Pion noir sur case blanche h7 · Pion noir sur case blanche c6 · Pion noir sur case blanche d5 · Pion blanc sur case noire d4 · Pion blanc sur case noire e3 · Pion blanc sur case blanche a2 · Pion blanc sur case noire b2 · Pion blanc sur case noire f2 · Pion blanc sur case blanche g2 · Pion blanc sur case noire h2 | Pion noir sur case noire a7 · Pion noir sur case blanche b7 · Pion noir sur case blanche f7 · Pion noir sur case noire g7 · Pion noir sur case blanche h7 · Pion noir sur case blanche c6 · Pion noir sur case blanche d5 · Pion blanc sur case noire d4 · Pion blanc sur case noire e3 · Pion blanc sur case blanche a2 · Pion blanc sur case noire b2 · Pion blanc sur case noire f2 · Pion blanc sur case blanche g2 · Pion blanc sur case noire h2 | Pion noir sur case noire a7 · Pion noir sur case blanche b7 · Pion noir sur case blanche f7 · Pion noir sur case noire g7 · Pion noir sur case blanche h7 · Pion noir sur case blanche c6 · Pion noir sur case blanche d5 · Pion blanc sur case noire d4 · Pion blanc sur case noire e3 · Pion blanc sur case blanche a2 · Pion blanc sur case noire b2 · Pion blanc sur case noire f2 · Pion blanc sur case blanche g2 · Pion blanc sur case noire h2 | Pion noir sur case noire a7 · Pion noir sur case blanche b7 · Pion noir sur case blanche f7 · Pion noir sur case noire g7 · Pion noir sur case blanche h7 · Pion noir sur case blanche c6 · Pion noir sur case blanche d5 · Pion blanc sur case noire d4 · Pion blanc sur case noire e3 · Pion blanc sur case blanche a2 · Pion blanc sur case noire b2 · Pion blanc sur case noire f2 · Pion blanc sur case blanche g2 · Pion blanc sur case noire h2 | Pion noir sur case noire a7 · Pion noir sur case blanche b7 · Pion noir sur case blanche f7 · Pion noir sur case noire g7 · Pion noir sur case blanche h7 · Pion noir sur case blanche c6 · Pion noir sur case blanche d5 · Pion blanc sur case noire d4 · Pion blanc sur case noire e3 · Pion blanc sur case blanche a2 · Pion blanc sur case noire b2 · Pion blanc sur case noire f2 · Pion blanc sur case blanche g2 · Pion blanc sur case noire h2 | Pion noir sur case noire a7 · Pion noir sur case blanche b7 · Pion noir sur case blanche f7 · Pion noir sur case noire g7 · Pion noir sur case blanche h7 · Pion noir sur case blanche c6 · Pion noir sur case blanche d5 · Pion blanc sur case noire d4 · Pion blanc sur case noire e3 · Pion blanc sur case blanche a2 · Pion blanc sur case noire b2 · Pion blanc sur case noire f2 · Pion blanc sur case blanche g2 · Pion blanc sur case noire h2 | Pion noir sur case noire a7 · Pion noir sur case blanche b7 · Pion noir sur case blanche f7 · Pion noir sur case noire g7 · Pion noir sur case blanche h7 · Pion noir sur case blanche c6 · Pion noir sur case blanche d5 · Pion blanc sur case noire d4 · Pion blanc sur case noire e3 · Pion blanc sur case blanche a2 · Pion blanc sur case noire b2 · Pion blanc sur case noire f2 · Pion blanc sur case blanche g2 · Pion blanc sur case noire h2 | Pion noir sur case noire a7 · Pion noir sur case blanche b7 · Pion noir sur case blanche f7 · Pion noir sur case noire g7 · Pion noir sur case blanche h7 · Pion noir sur case blanche c6 · Pion noir sur case blanche d5 · Pion blanc sur case noire d4 · Pion blanc sur case noire e3 · Pion blanc sur case blanche a2 · Pion blanc sur case noire b2 · Pion blanc sur case noire f2 · Pion blanc sur case blanche g2 · Pion blanc sur case noire h2 | 5 |
| 4 | Pion noir sur case noire a7 · Pion noir sur case blanche b7 · Pion noir sur case blanche f7 · Pion noir sur case noire g7 · Pion noir sur case blanche h7 · Pion noir sur case blanche c6 · Pion noir sur case blanche d5 · Pion blanc sur case noire d4 · Pion blanc sur case noire e3 · Pion blanc sur case blanche a2 · Pion blanc sur case noire b2 · Pion blanc sur case noire f2 · Pion blanc sur case blanche g2 · Pion blanc sur case noire h2 | Pion noir sur case noire a7 · Pion noir sur case blanche b7 · Pion noir sur case blanche f7 · Pion noir sur case noire g7 · Pion noir sur case blanche h7 · Pion noir sur case blanche c6 · Pion noir sur case blanche d5 · Pion blanc sur case noire d4 · Pion blanc sur case noire e3 · Pion blanc sur case blanche a2 · Pion blanc sur case noire b2 · Pion blanc sur case noire f2 · Pion blanc sur case blanche g2 · Pion blanc sur case noire h2 | Pion noir sur case noire a7 · Pion noir sur case blanche b7 · Pion noir sur case blanche f7 · Pion noir sur case noire g7 · Pion noir sur case blanche h7 · Pion noir sur case blanche c6 · Pion noir sur case blanche d5 · Pion blanc sur case noire d4 · Pion blanc sur case noire e3 · Pion blanc sur case blanche a2 · Pion blanc sur case noire b2 · Pion blanc sur case noire f2 · Pion blanc sur case blanche g2 · Pion blanc sur case noire h2 | Pion noir sur case noire a7 · Pion noir sur case blanche b7 · Pion noir sur case blanche f7 · Pion noir sur case noire g7 · Pion noir sur case blanche h7 · Pion noir sur case blanche c6 · Pion noir sur case blanche d5 · Pion blanc sur case noire d4 · Pion blanc sur case noire e3 · Pion blanc sur case blanche a2 · Pion blanc sur case noire b2 · Pion blanc sur case noire f2 · Pion blanc sur case blanche g2 · Pion blanc sur case noire h2 | Pion noir sur case noire a7 · Pion noir sur case blanche b7 · Pion noir sur case blanche f7 · Pion noir sur case noire g7 · Pion noir sur case blanche h7 · Pion noir sur case blanche c6 · Pion noir sur case blanche d5 · Pion blanc sur case noire d4 · Pion blanc sur case noire e3 · Pion blanc sur case blanche a2 · Pion blanc sur case noire b2 · Pion blanc sur case noire f2 · Pion blanc sur case blanche g2 · Pion blanc sur case noire h2 | Pion noir sur case noire a7 · Pion noir sur case blanche b7 · Pion noir sur case blanche f7 · Pion noir sur case noire g7 · Pion noir sur case blanche h7 · Pion noir sur case blanche c6 · Pion noir sur case blanche d5 · Pion blanc sur case noire d4 · Pion blanc sur case noire e3 · Pion blanc sur case blanche a2 · Pion blanc sur case noire b2 · Pion blanc sur case noire f2 · Pion blanc sur case blanche g2 · Pion blanc sur case noire h2 | Pion noir sur case noire a7 · Pion noir sur case blanche b7 · Pion noir sur case blanche f7 · Pion noir sur case noire g7 · Pion noir sur case blanche h7 · Pion noir sur case blanche c6 · Pion noir sur case blanche d5 · Pion blanc sur case noire d4 · Pion blanc sur case noire e3 · Pion blanc sur case blanche a2 · Pion blanc sur case noire b2 · Pion blanc sur case noire f2 · Pion blanc sur case blanche g2 · Pion blanc sur case noire h2 | Pion noir sur case noire a7 · Pion noir sur case blanche b7 · Pion noir sur case blanche f7 · Pion noir sur case noire g7 · Pion noir sur case blanche h7 · Pion noir sur case blanche c6 · Pion noir sur case blanche d5 · Pion blanc sur case noire d4 · Pion blanc sur case noire e3 · Pion blanc sur case blanche a2 · Pion blanc sur case noire b2 · Pion blanc sur case noire f2 · Pion blanc sur case blanche g2 · Pion blanc sur case noire h2 | 4 |
| 3 | Pion noir sur case noire a7 · Pion noir sur case blanche b7 · Pion noir sur case blanche f7 · Pion noir sur case noire g7 · Pion noir sur case blanche h7 · Pion noir sur case blanche c6 · Pion noir sur case blanche d5 · Pion blanc sur case noire d4 · Pion blanc sur case noire e3 · Pion blanc sur case blanche a2 · Pion blanc sur case noire b2 · Pion blanc sur case noire f2 · Pion blanc sur case blanche g2 · Pion blanc sur case noire h2 | Pion noir sur case noire a7 · Pion noir sur case blanche b7 · Pion noir sur case blanche f7 · Pion noir sur case noire g7 · Pion noir sur case blanche h7 · Pion noir sur case blanche c6 · Pion noir sur case blanche d5 · Pion blanc sur case noire d4 · Pion blanc sur case noire e3 · Pion blanc sur case blanche a2 · Pion blanc sur case noire b2 · Pion blanc sur case noire f2 · Pion blanc sur case blanche g2 · Pion blanc sur case noire h2 | Pion noir sur case noire a7 · Pion noir sur case blanche b7 · Pion noir sur case blanche f7 · Pion noir sur case noire g7 · Pion noir sur case blanche h7 · Pion noir sur case blanche c6 · Pion noir sur case blanche d5 · Pion blanc sur case noire d4 · Pion blanc sur case noire e3 · Pion blanc sur case blanche a2 · Pion blanc sur case noire b2 · Pion blanc sur case noire f2 · Pion blanc sur case blanche g2 · Pion blanc sur case noire h2 | Pion noir sur case noire a7 · Pion noir sur case blanche b7 · Pion noir sur case blanche f7 · Pion noir sur case noire g7 · Pion noir sur case blanche h7 · Pion noir sur case blanche c6 · Pion noir sur case blanche d5 · Pion blanc sur case noire d4 · Pion blanc sur case noire e3 · Pion blanc sur case blanche a2 · Pion blanc sur case noire b2 · Pion blanc sur case noire f2 · Pion blanc sur case blanche g2 · Pion blanc sur case noire h2 | Pion noir sur case noire a7 · Pion noir sur case blanche b7 · Pion noir sur case blanche f7 · Pion noir sur case noire g7 · Pion noir sur case blanche h7 · Pion noir sur case blanche c6 · Pion noir sur case blanche d5 · Pion blanc sur case noire d4 · Pion blanc sur case noire e3 · Pion blanc sur case blanche a2 · Pion blanc sur case noire b2 · Pion blanc sur case noire f2 · Pion blanc sur case blanche g2 · Pion blanc sur case noire h2 | Pion noir sur case noire a7 · Pion noir sur case blanche b7 · Pion noir sur case blanche f7 · Pion noir sur case noire g7 · Pion noir sur case blanche h7 · Pion noir sur case blanche c6 · Pion noir sur case blanche d5 · Pion blanc sur case noire d4 · Pion blanc sur case noire e3 · Pion blanc sur case blanche a2 · Pion blanc sur case noire b2 · Pion blanc sur case noire f2 · Pion blanc sur case blanche g2 · Pion blanc sur case noire h2 | Pion noir sur case noire a7 · Pion noir sur case blanche b7 · Pion noir sur case blanche f7 · Pion noir sur case noire g7 · Pion noir sur case blanche h7 · Pion noir sur case blanche c6 · Pion noir sur case blanche d5 · Pion blanc sur case noire d4 · Pion blanc sur case noire e3 · Pion blanc sur case blanche a2 · Pion blanc sur case noire b2 · Pion blanc sur case noire f2 · Pion blanc sur case blanche g2 · Pion blanc sur case noire h2 | Pion noir sur case noire a7 · Pion noir sur case blanche b7 · Pion noir sur case blanche f7 · Pion noir sur case noire g7 · Pion noir sur case blanche h7 · Pion noir sur case blanche c6 · Pion noir sur case blanche d5 · Pion blanc sur case noire d4 · Pion blanc sur case noire e3 · Pion blanc sur case blanche a2 · Pion blanc sur case noire b2 · Pion blanc sur case noire f2 · Pion blanc sur case blanche g2 · Pion blanc sur case noire h2 | 3 |
| 2 | Pion noir sur case noire a7 · Pion noir sur case blanche b7 · Pion noir sur case blanche f7 · Pion noir sur case noire g7 · Pion noir sur case blanche h7 · Pion noir sur case blanche c6 · Pion noir sur case blanche d5 · Pion blanc sur case noire d4 · Pion blanc sur case noire e3 · Pion blanc sur case blanche a2 · Pion blanc sur case noire b2 · Pion blanc sur case noire f2 · Pion blanc sur case blanche g2 · Pion blanc sur case noire h2 | Pion noir sur case noire a7 · Pion noir sur case blanche b7 · Pion noir sur case blanche f7 · Pion noir sur case noire g7 · Pion noir sur case blanche h7 · Pion noir sur case blanche c6 · Pion noir sur case blanche d5 · Pion blanc sur case noire d4 · Pion blanc sur case noire e3 · Pion blanc sur case blanche a2 · Pion blanc sur case noire b2 · Pion blanc sur case noire f2 · Pion blanc sur case blanche g2 · Pion blanc sur case noire h2 | Pion noir sur case noire a7 · Pion noir sur case blanche b7 · Pion noir sur case blanche f7 · Pion noir sur case noire g7 · Pion noir sur case blanche h7 · Pion noir sur case blanche c6 · Pion noir sur case blanche d5 · Pion blanc sur case noire d4 · Pion blanc sur case noire e3 · Pion blanc sur case blanche a2 · Pion blanc sur case noire b2 · Pion blanc sur case noire f2 · Pion blanc sur case blanche g2 · Pion blanc sur case noire h2 | Pion noir sur case noire a7 · Pion noir sur case blanche b7 · Pion noir sur case blanche f7 · Pion noir sur case noire g7 · Pion noir sur case blanche h7 · Pion noir sur case blanche c6 · Pion noir sur case blanche d5 · Pion blanc sur case noire d4 · Pion blanc sur case noire e3 · Pion blanc sur case blanche a2 · Pion blanc sur case noire b2 · Pion blanc sur case noire f2 · Pion blanc sur case blanche g2 · Pion blanc sur case noire h2 | Pion noir sur case noire a7 · Pion noir sur case blanche b7 · Pion noir sur case blanche f7 · Pion noir sur case noire g7 · Pion noir sur case blanche h7 · Pion noir sur case blanche c6 · Pion noir sur case blanche d5 · Pion blanc sur case noire d4 · Pion blanc sur case noire e3 · Pion blanc sur case blanche a2 · Pion blanc sur case noire b2 · Pion blanc sur case noire f2 · Pion blanc sur case blanche g2 · Pion blanc sur case noire h2 | Pion noir sur case noire a7 · Pion noir sur case blanche b7 · Pion noir sur case blanche f7 · Pion noir sur case noire g7 · Pion noir sur case blanche h7 · Pion noir sur case blanche c6 · Pion noir sur case blanche d5 · Pion blanc sur case noire d4 · Pion blanc sur case noire e3 · Pion blanc sur case blanche a2 · Pion blanc sur case noire b2 · Pion blanc sur case noire f2 · Pion blanc sur case blanche g2 · Pion blanc sur case noire h2 | Pion noir sur case noire a7 · Pion noir sur case blanche b7 · Pion noir sur case blanche f7 · Pion noir sur case noire g7 · Pion noir sur case blanche h7 · Pion noir sur case blanche c6 · Pion noir sur case blanche d5 · Pion blanc sur case noire d4 · Pion blanc sur case noire e3 · Pion blanc sur case blanche a2 · Pion blanc sur case noire b2 · Pion blanc sur case noire f2 · Pion blanc sur case blanche g2 · Pion blanc sur case noire h2 | Pion noir sur case noire a7 · Pion noir sur case blanche b7 · Pion noir sur case blanche f7 · Pion noir sur case noire g7 · Pion noir sur case blanche h7 · Pion noir sur case blanche c6 · Pion noir sur case blanche d5 · Pion blanc sur case noire d4 · Pion blanc sur case noire e3 · Pion blanc sur case blanche a2 · Pion blanc sur case noire b2 · Pion blanc sur case noire f2 · Pion blanc sur case blanche g2 · Pion blanc sur case noire h2 | 2 |
| 1 | Pion noir sur case noire a7 · Pion noir sur case blanche b7 · Pion noir sur case blanche f7 · Pion noir sur case noire g7 · Pion noir sur case blanche h7 · Pion noir sur case blanche c6 · Pion noir sur case blanche d5 · Pion blanc sur case noire d4 · Pion blanc sur case noire e3 · Pion blanc sur case blanche a2 · Pion blanc sur case noire b2 · Pion blanc sur case noire f2 · Pion blanc sur case blanche g2 · Pion blanc sur case noire h2 | Pion noir sur case noire a7 · Pion noir sur case blanche b7 · Pion noir sur case blanche f7 · Pion noir sur case noire g7 · Pion noir sur case blanche h7 · Pion noir sur case blanche c6 · Pion noir sur case blanche d5 · Pion blanc sur case noire d4 · Pion blanc sur case noire e3 · Pion blanc sur case blanche a2 · Pion blanc sur case noire b2 · Pion blanc sur case noire f2 · Pion blanc sur case blanche g2 · Pion blanc sur case noire h2 | Pion noir sur case noire a7 · Pion noir sur case blanche b7 · Pion noir sur case blanche f7 · Pion noir sur case noire g7 · Pion noir sur case blanche h7 · Pion noir sur case blanche c6 · Pion noir sur case blanche d5 · Pion blanc sur case noire d4 · Pion blanc sur case noire e3 · Pion blanc sur case blanche a2 · Pion blanc sur case noire b2 · Pion blanc sur case noire f2 · Pion blanc sur case blanche g2 · Pion blanc sur case noire h2 | Pion noir sur case noire a7 · Pion noir sur case blanche b7 · Pion noir sur case blanche f7 · Pion noir sur case noire g7 · Pion noir sur case blanche h7 · Pion noir sur case blanche c6 · Pion noir sur case blanche d5 · Pion blanc sur case noire d4 · Pion blanc sur case noire e3 · Pion blanc sur case blanche a2 · Pion blanc sur case noire b2 · Pion blanc sur case noire f2 · Pion blanc sur case blanche g2 · Pion blanc sur case noire h2 | Pion noir sur case noire a7 · Pion noir sur case blanche b7 · Pion noir sur case blanche f7 · Pion noir sur case noire g7 · Pion noir sur case blanche h7 · Pion noir sur case blanche c6 · Pion noir sur case blanche d5 · Pion blanc sur case noire d4 · Pion blanc sur case noire e3 · Pion blanc sur case blanche a2 · Pion blanc sur case noire b2 · Pion blanc sur case noire f2 · Pion blanc sur case blanche g2 · Pion blanc sur case noire h2 | Pion noir sur case noire a7 · Pion noir sur case blanche b7 · Pion noir sur case blanche f7 · Pion noir sur case noire g7 · Pion noir sur case blanche h7 · Pion noir sur case blanche c6 · Pion noir sur case blanche d5 · Pion blanc sur case noire d4 · Pion blanc sur case noire e3 · Pion blanc sur case blanche a2 · Pion blanc sur case noire b2 · Pion blanc sur case noire f2 · Pion blanc sur case blanche g2 · Pion blanc sur case noire h2 | Pion noir sur case noire a7 · Pion noir sur case blanche b7 · Pion noir sur case blanche f7 · Pion noir sur case noire g7 · Pion noir sur case blanche h7 · Pion noir sur case blanche c6 · Pion noir sur case blanche d5 · Pion blanc sur case noire d4 · Pion blanc sur case noire e3 · Pion blanc sur case blanche a2 · Pion blanc sur case noire b2 · Pion blanc sur case noire f2 · Pion blanc sur case blanche g2 · Pion blanc sur case noire h2 | Pion noir sur case noire a7 · Pion noir sur case blanche b7 · Pion noir sur case blanche f7 · Pion noir sur case noire g7 · Pion noir sur case blanche h7 · Pion noir sur case blanche c6 · Pion noir sur case blanche d5 · Pion blanc sur case noire d4 · Pion blanc sur case noire e3 · Pion blanc sur case blanche a2 · Pion blanc sur case noire b2 · Pion blanc sur case noire f2 · Pion blanc sur case blanche g2 · Pion blanc sur case noire h2 | 1 |
|   | a | b | c | d | e | f | g | h |   |

L'attaque de minorité est un concept stratégique de milieu de jeu aux échecs qui consiste à attaquer par un ensemble de pions numériquement inférieur un groupe de pions adverses, généralement à l'aile dame. Cette stratégie a pour but d'affaiblir la structure de pions de l'adversaire et d'y créer des faiblesses (par exemple un pion isolé ou arriéré). Les pions adverses peuvent alors être attaqués ou bloqués par des pièces, empêchant par exemple l'adversaire de créer un pion passé. Ces dernières peuvent aussi bénéficier de l'ouverture de colonnes — la colonne c devient souvent un bon point de pénétration pour une tour — ce qui permet plus facilement de mener une attaque ; les cavaliers du camp attaquant peuvent aussi gagner en mobilité.
L'attaque de minorité est importante car elle est un plan de milieu de jeu qui peut être utilisé avec de nombreuses structures de pions. Les ouvertures où elle est couramment efficace incluent le gambit dame refusé et la Défense Caro-Kann. Le nom d'« attaque » peut être trompeur, car le dispositif n'implique pas de tactique pour infliger l'échec et mat ou gagner du matériel, mais vise plutôt un avantage stratégique structurel.
Lors de la manœuvre, c'est une minorité de pions qui attaque une majorité de pions (généralement 2 contre 3 pions). Il s’agit d’une situation paradoxale car une attaque nécessite généralement une supériorité matérielle. Dans Chess from Morphy to Botvinnik : A Century of Chess Evolution, Imre König (en) déclare que, jusqu'à ce que Capablanca apporte en 1921 (voir partie ci-après) une importante contribution à la théorie de l'attaque de minorité, la pensée dominante était la théorie de Tarrasch selon laquelle une minorité de pions ne devrait pas être avancée contre une majorité.

## Parties d'exemples
- Dans leur Dictionnaire des Échecs[1], F. Le Lionnais et E. Maget citent comme exemple de l'attaque de minorité la partie suivante :

Emanuel Lasker - José Raúl Capablanca, championnat du monde d'échecs 1921, La Havane, 10e partie
1. d4 {Annotations de J. R. Capablanca, développées dans son ouvrage World's Championship Matches 1921 and 1927, Dover Publications, 1977,  (ISBN 0-486-23189-5), pp. 20-23.} 1...d5 2. c4 e6 3. Cc3 Cf6 4. Fg5 Fe7 5. e3 0-0 6. Cf3 Cbd7 7. Dc2 c5! {bien meilleur que 7...c6 ou 7...b6.} 8. Td1 Da5 9. Fd3 h6 10. Fh4 cxd4 11. exd4 dxc4 12. Fxc4 {Les Blancs se retrouvent avec un pion dame isolé qui les pénalisera fortement, car la raison principale pour accepter un pion isolé en d4 est de mener une attaque en milieu de partie, alors que ce pion est généralement une faiblesse en finale, car il est difficile à défendre. Or dans la partie Lasker ne trouve pas vraiment de plan efficace pour mener une attaque.} 12...Cb6 13. Fb3 Fd7 14. 0-0 Tac8 15. Ce5 {15. De2!} 15...Fb5? {Capablanca écrit dans A Primer of Chess que 15...Fc6!, menaçant ...Fd5 était bien meilleur.} 16. Tfe1 Cbd5 17. Fxd5 {Capablanca commente : Lasker aurait obtenu un clair avantage par 17. Fxf6.} 17...Cxd5 18. Fxe7 Cxe7 19. Db3 Fc6 {Pas Fa6 à cause de Cd7, suivi de Cc5.} 20. Cxc6 bxc6 21. Te5 Db6 22. Dc2 Tfd8 23. Ce2 {Capablanca affirme que Lasker aurait dû plutôt contre-attaquer avec Ca4 et Tc5.} Td5 24. Txd5 cxd5 {Les Noirs ont maintenant la colonne ouverte et leur structure de pions à l'aile Roi est très solide, tandis que les Blancs ont un pion d faible. Le Pion a noir apparemment faible ne l'est en fait pas car les Blancs n'ont aucun moyen de l'attaquer.} 25. Dd2 Cf5 26. b3 {Afin de libérer la Dame de la défense du Pion b et aussi d'empêcher Tc4 à tout moment.} 26...h5 {Afin d'empêcher g4 à un stade ultérieur. Aussi pour agir à l'aile Roi, en préparation d'autres opérations à l'aile Dame.} 27. h3 {Faible, mais les Blancs veulent être prêts à jouer g4. 27. Cg3 était meilleur.} 27...h4! {Pour ligoter l'aile Roi des Blancs. Plus tard, on verra que les Blancs sont obligés de jouer g4 et d'affaiblir ainsi encore plus leur position.} 28. Dd3 Tc6 29. Rf1 g6 30. Db1 {30. Dd2!} 30...Db4! 31. Rg1 {Ceci était le coup scellé des Blancs (à l'ajournement). Ce n'était pas le meilleur coup, mais il est douteux que les Blancs aient un bon système de défense.} 31...a5! {le pion a, unique pion des Noirs à l'aile dame, va à l'attaque du duo a2 + b3 des Blancs.} 32. Db2 a4 33. Dd2 Dxd2 34. Txd2 axb3 35. axb3 {Un « ilôt de pions » est un groupe de pions connectés. Ici, les Blancs ont trois ilôts, tous faibles, alors que les Blancs en ont un seul. Dans cette position, on peut affirmer que les Noirs ont une meilleure structure de pions que les Blancs (il est généralement préférable d'avoir moins d'ilôts que son adversaire).} 35...Tb6 {Afin de forcer Td3 et ainsi empêcher la tour blanche de soutenir son pion b par Tb2 plus tard. Cela signifie pratiquement lier la tour blanche à la défense de ses deux pions faibles.} 36. Td3 Ta6! 37. g4 hxg3 en passant 38. fxg3 Ta2 39. Cc3 Tc2 40. Cd1 {L'alternative Ca4 n'était pas meilleure. La partie des Blancs est condamnée.} 40...Ce7! 41. Ce3 Tc1+ 42. Rf2 Cc6 43. Cd1 Tb1 {Pas Cb4 à cause de 44. Td2 Tb1 45. Cb2 Txb2 46. Txb2 Cd3+ 47. Te2 Cxb2 48. Rd2, et les Noirs ne pouvaient pas gagner.} 44. Re2 {Ce n'est pas une erreur, mais c'est joué délibérément. Les blancs n'avaient aucun moyen de protéger leur pion b.} 44...Txb3! 45. Re3 Tb4 46. Cc3 Ce7 47. Ce2 Cf5+ 48. Rf2 g5 49. g4 Cd6 50. Cg1 Ce4+ 51. Rf1 Tb1+ 52. Rg2 Tb2+ 53. Rf1 Tf2+ 54. Re1 Ta2 55. Rf1 Rg7 56. Te3 Rg6 57. Td3 f6 58. Te3 Rf7 59. Td3 Ke7 60. Te3 Rd6 61. Td3 Tf2+ 62. Re1 Tg2 63. Rf1 Ta2 64. Te3 e5! {obtient un pion passé.} 65. Td3 {Si 65. Ce2 Cd2+ 66. Rf2 e4 67. Tc3 Cf3 68. Re3 Ce1 69. Rf2 Cg2, et les Blancs seraient impuissants. Si 65. Cf3 Cd2+ l'échange des Cavaliers gagne.} 65...exd4 66. Txd4 Rc5 67. Td1 d4 68. Tc1+ Rd5 {Il ne reste plus rien. Le pion noir avancera et les Blancs devront abandonner leur cavalier pour l'arrêter (69. Td1 Cg3+ 70. Re1 Tg2). C'est la plus belle victoire du match et elle a probablement enlevé au Dr. Lasker son dernier espoir véritable de gagner ou de faire match nul.} 0-1.
Par son jeu, Capablanca rappelle ici qu'il est considéré comme l’un des plus grands dans le domaine des finales (un livre leur a même été consacré : Capablanca's Best Chess Endings par Irving Chernev).
- La très célèbre[4] partie suivante entre Larry Evans (avec les Blancs) et Haakon Opsahl (en)[5] représente un autre exemple frappant d'attaque de minorité et de précision technique en finale :

1. d4 Cf6 2. c4 e6 3. Cc3 d5 4. Fg5 Cbd7 5. e3 Fe7 6. Dc2 0-0 7. cxd5 exd5 8. Cf3 c6 9. Fd3 Te8 10. 0-0 Cf8 11. Tab1 Ce4 12. Fxe7 Dxe7 13. b4 a6 14. a4 Cxc3 15. Dxc3 Fg4 16. Cd2 Dg5 17. Tfc1 Te6 18. b5 axb5 19. axb5 Fh3 20. g3 Tae8 21. bxc6 bxc6 {ce pion restera arriéré en c6 jusqu'à la fin de la partie, ce qui fournira aux Blancs un avant-poste en c5 et obligera les Noirs à le défendre, entravant l'activité de leurs pièces} 22. Ff1 Fxf1 23. Cxf1 Cg6 24. Tb6 Ce7 25. Db4 h5! {menace ...h5-h4 et ...Th6} 26. Tb8 Txb8 27. Dxb8+ Rh7 28. Df4 Dxf4 29. gxf4 g6 30. Cd2 Td6 31. Rf1 Rg7 32. Ta1 Td7 33. Cb3 Tb7 34. Cc5 Tb2! {le meilleur moyen de restreindre la mobilité du roi adverse et d'obtenir du contre-jeu} 35. Ta7 Rf6 36. Ta6 Tb1+ 37. Rg2 Tb2 38. Ta7 Tb1 39. Tc7 Ta1 40. Cd3 Re6 41. Cc5+ Rf6 42. Cd7+ Re6 43. Cf8+ Rf6 44. Ch7+ Re6 45. Cg5+ Rd6 46. Tb7 f6 47. Ch7 Re6 {47...f5? 48. Cf8} 48. Cf8+ Rf7 49. Cxg6 Rxg6 50. Txe7 Rf5 51. Tc7 Tc1 52. Tc8 Rg6 53. Rg3 Tc2 54. h4 Rf5 55. Th8 Rg6 56. f5+! {l'objectif : créer un pion passé} 56...Rxf5 57. Txh5+ Rg6 58. Th8 Rf5 59. Tg8 Tc1 60. Rg2 Ta1 61. h5 Ta7 62. Tg3 Th7 63. Th3 Rg5 64. Rf3 Th6 65. Th1 Rf5 66. Rg3 Rg5 67. Th4 Rf5 68. Tf4+ Rg5 69. Tg4+ Rf5 70. Rh4 Th8 71. Tg7 Ta8 72. h6 Ta1 73. Tg3 Th1+ 74. Th3 Tg1 75. Tf3+ Rg6 76. Tg3+ Txg3 77. Rxg3 Rxh6 78. Rg4 {voilà un exemple remarquable de triangulation} 78...Rg6 79. Rf4 Rg7 80. Rf5 Rf7 81. f3 1-0 (Evans possède l'opposition et le coup d'attente f3-f4 est à sa disposition, ce qui lui permettra de prendre le pion « f » quand le roi noir sera obligé de s'en éloigner).
- Voici enfin un exemple moderne concernant lui-aussi la structure de pions de Carslbad :

Alex Yermolinsky-Gildardo Garcia, Saint-Martin, 1993,
1. d4 Cf6 2. c4 e6 3. Cc3 d5 4. cxd5 exd5 {Les Blancs ont à leur disposition, dans cette variante d'échange du gambit dame refusé, la stratégie de l'attaque de minorité b2-b4-b5, attaquant le pion c6, car l'échange c4xd5 e6xd5 a stabilisé le centre, ce qui donne des chances d'attaque par les poussées de pions sur les ailes de l'échiquier. Les Blancs n’ont d’ailleurs pas que l’attaque de minorité comme stratégie possible ; ils peuvent notamment opter pour 0-0-0 ou encore Cge2, f3 suivi de e4.} 5. Fg5 c6 6. e3 Fe7 7. Dc2 Cbd7 8. Fd3 0-0 9. Cf3 Te8 10. 0-0 Cf8 11. h3 Cg6 12. Fxf6! Fxf6 13. b4 Fe7 14. b5 Fd6 15. bxc6 bxc6 {Les Noirs se retrouvent avec un pion arriéré c6} 16. Cb1! Df6 17. Cbd2 h6 18. Tfc1 Ce7 19. Dd1 Tb8 20. Cb3 Tb6 21. Tc2 Cf5 22. Cc5 g6 23. Tac1 Rg7?! 24. Ca4 Tb4 25. Txc6 Fd7 26. Ta6 Cxe3 27. fxe3 Txe3 où 28. Cc3 est gagnant pour les Blancs selon Yermolinsky.